# Noriko Ueda
 Noriko Ueda (* 14. März 1972 in Takarazuka) ist eine japanische Jazzmusikerin (Kontrabass, Komposition, Arrangement).

## Leben und Wirken
Ueda studierte seit dem Alter von 14 Jahren für sechs Jahre klassisches Klavier; mit 16 Jahren begann sie, E-Bass zu spielen und auch zu komponieren. Seitdem sie 18 Jahre alt war, studierte sie gleichzeitig klassischen Gesang am Osaka College of Music. Auch wechselte sie zum Kontrabass, der in der Folge zu ihrem Hauptinstrument wurde. Nachdem sie das Osaka College Anfang 1992 verlassen hatte, begann Ueda in den Jazzclubs der Stadt zu spielen; dort begleitete sie Musiker wie Kenny Barron, Joe Chambers, Benny Green, Roy Hargrove, Jimmy Smith und Grady Tate. 1994 schloss sie sich für ein Jahr der Gruppe des Pianisten Kiyoshi Takeshita an. Dann zog sie in die USA, um am Berklee College of Music Jazzkomposition zu studieren. Während ihrer Zeit in Berklee erschien 1997 die BMG-Veröffentlichung Summa Cum Jazz: The Best of Berklee College of Music, auf der sie zu hören war. Ab 1996 leitete sie ein rein japanisches Frauen-Trio, Groovin’ Girls (neben ihr die Pianistin Takana Miyamoto und Schlagzeugerin Masumi Inaba).
Ueda zog dann nach New York City und wurde Mitglied der Bigband Diva Jazz Orchestra, die von der Schlagzeugerin Sherrie Maricle geleitet wird, und gehört auch zu deren Quintett Five Play. Mit dem Pianisten Ted Rosenthal und dem Schlagzeuger Quincy Davis nahm sie 2015 ihr erstes Trioalbum Debut (Terashima Records) auf. Mit dem Ted Rosenthal Trio tourte sie von 2006 bis 2017 jährlich durch Japan und spielte auf dessen Album Out of this World, das 2011 Platz 1 der nationalen Jazz-Radiocharts erreichte. Mit Cécile McLorin Salvant, Renee Rosnes, Ingrid Jensen, Melissa Aldana, Allison Miller und Anat Cohen bildete sie für eine Europa-Tournee das Septett Artemis, das 2020 bei Blue Note Records ein gleichnamiges Album und 2023 das Album In Real Time veröffentlichte. Weiterhin arbeitete sie in den Bands von Grady Tate und Harry Whitaker sowie mit Marion Cowings, Makoto Ozone und Terumasa Hino.
Zudem gründete Ueda mit dem Noriko Ueda Jazz Orchestra eine eigene Big Band. Sie komponierte häufig für Big Bands. Mehrere ihrer Stücke wurden bei Live at TUC, einer 2001 auf FM Tokio ausgestrahlten Radiosendung, verwendet. In den Jahren 2000, 2002 und 2003 wurden ihre Kompositionen bei den BMI Annual Showcase Concerts aufgeführt. Für ihr Stück Castle in the North erhielt sie 2002 den Charlie-Parker-Jazzkompositionspreis der BMI-Stiftung, und im darauf folgenden Jahr wurde ihr Titel Power of Spring beim BMI-Jahresschaukonzert gespielt. Dieselbe Komposition wurde für den BMI Jazz Composer’s Workshop ausgewählt und bei der Jahreskonferenz der International Association for Jazz Education im Januar 2004 aufgeführt.